# Сарычев, Сергей Михайлович
Серге́й Миха́йлович Са́рычев (род. 1 августа 1959, с. Викулово) — российский политик, вице-губернатор Тюменской области, временно исполняющий обязанности губернатора Тюменской области с 18 по 29 мая 2018.

## Биография
Родился 1 августа 1959 года в селе Викулово, Тюменской области. Трудовую карьеру начал в 1978 году работая на Омском мотростроительном заводе. С 1978 по 1980 год проходил срочную службу в Советской армии. 
С 1983 года работал в ВЛКСМ. До 1987 года занимал должности инструктора, второго и первого секретаря Ишимского горкома ВЛКСМ. В 1987 — 1991 — секретарь Тюменского обкома ВЛКСМ.
В 1992 — 1997 работал в администрации Тюменской области на должности председателя комитета по делам молодёжи и туризму. 
В 1997 году занял должность заместителя губернатора Тюменской области. 
С 2001 по 2003 году был заместителем губернатора ХМАО-Югра — руководителем департамента по вопросам организации деятельности правительства Округа.
В 2003 — 2005  — заместитель губернатора Тюменской области.
С 2005 года по настоящее время является вице-губернатором Тюменской области.
С 18 мая по 29 мая 2018 года был исполняющим обязанности губернатора области.

## В искусстве
Персонаж романа В. Л. Строгальщикова «Слой-2»[значимость факта?].